# Rutland Boughton
Rutland Boughton (ur. 23 stycznia 1878 w Aylesbury, zm. 25 stycznia 1960 w Londynie) – brytyjski kompozytor i pisarz muzyczny.

## Życiorys
W latach 1898–1901 studiował w Royal College of Music w Londynie u Charlesa Villiersa Stanforda i Walforda Daviesa. Przerwał studia przed uzyskaniem dyplomu. Przez pewien czas grał w orkiestrze londyńskiego Haymarket Theatre. W latach 1904–1911 pracował w Midland Institute of Music w Birmingham jako nauczyciel śpiewu, dyrygent i kompozytor. Pozostawał pod silnym wpływem muzyki Richarda Wagnera, swoje koncepcje artystyczne wyłożył w napisanej w 1911 roku wspólnie z Reginaldem Buckleyem broszurze Music Drama of the Future. Zainicjował odbywające się w latach 1914–1926 festiwale w Glastonbury, które nazywał „drugim Bayreuth”. Odgrywano na nich dzieła sceniczne twórców minionych epok, m.in. Purcella, Glucka i Locke’a, a także prawykonania własnych kompozycji Boughtona. Stworzył 5-częściowy cykl operowy oparty na mitach arturiańskich, mający stanowić angielski odpowiednik Wagnerowskiego Pierścienia Nibelunga. Planował wybudowanie w Glastonbury budynku teatralnego wzorowanego na Festspielhaus w Bayreuth, jednak do realizacji tego zamierzenia nie doszło.
W 1927 roku wycofał się z życia publicznego i osiadł na farmie w Gloucestershire, poświęcając się pracy twórczej. Był autorem prac Bach (1907), Music Drama of the Future (wspólnie z Reginaldem Buckleyem, 1911), The Death and Ressurection of the Music Festival (1913), Parsifal: A Study (1920), The Nature of Music (1930), Bach, the Master (1930), The Reality of Music (1934). 
Jego córką była oboistka Joy Boughton (1913–1963).

## Twórczość
Boughton jest twórcą dramatu muzycznego uwzględniającego specyfikę chóralną muzyki angielskiej. W warstwie melodycznej i harmonicznej jego muzyka stanowi kontynuację tradycji późnego romantyzmu. Chór w jego dziełach, niekiedy wstrzymujący akcję dramatyczną, nadaje im klimatu monumentalizmu i dostojeństwa.
Od 1926 roku był aktywnym członkiem Komunistycznej Partii Wielkiej Brytanii. Jego przekonania polityczne znalazły oddźwięk w pracach teoretycznych, jak np. The Reality of Music (1934). Z głoszonymi przez kompozytora ideami socjalistycznymi łączyło się ściśle nawoływanie do czerpania z muzyki ludowej. Występował przeciwko modernistycznym trendom w muzyce i krytykował współczesną sobie muzykę brytyjską.

## Ważniejsze kompozycje
(na podstawie materiałów źródłowych)

### Utwory sceniczne
- opera The Birth of Arthur, libretto Reginald Buckley i kompozytor (1908–1909, wyst. Glastonbury 1920)
- opera Bethlehem (1913)
- opera The Immortal Hour, libretto Fiona MacLeod (1913, wyst. Glastonbury 1914)
- opera The Round Table, libretto Reginald Buckley i kompozytor (1915–1916, wyst. Glastonbury 1916)
- balet z udziałem chóru The Moon Maiden (1916)
- dramat muzyczny Alkestis, libretto na podstawie tragedii Eurypidesa w przekładzie Gilberta Murraya (1920–1922)
- dramat muzyczny  The Queen of Cornwall, libretto według Thomasa Hardy’ego (1924, wyst. Glastonbury 1924)
- balet May Day (1926)
- dramat muzyczny The Ever Young (1928–1929, wyst. Bath 1935)
- opera The Lily Maid, libretto kompozytora (1933–1934, wyst. Stroud 1934)
- dramat muzyczny Galahad, libretto kompozytora (1944)
- dramat muzyczny Avalon, libretto kompozytora (1944–1945)

### Utwory orkiestrowe
- 3 symfonie (I „Olivier Cromwell” 1904, II „Deirdre” 1927, III 1937)
- A Summer Night (1902)
- Love and Spring (1906)
- Koncert na trąbkę i orkiestrę (1943)
- Symfonia koncertująca na wiolonczelę i orkiestrę (1955)

### Utwory kameralne
- Sonata skrzypcowa (1921)
- Kwartet na obój i smyczki (1930)
- 2 koncerty na obój i smyczki (1936, 1937)
- Koncert na flet i smyczki (1937)
- Trio smyczkowe (1944)
- Trio fortepianowe (1948)
- Sonata wiolonczelowa (1948)

### Utwory na chór i orkiestrę
- The Skeleton in Armour do słów H.W. Longfellowa (1898)
- The Invincible Armada do słów F. Schillera (1901)
- Midnight do słów Edwarda Carpentera (1907)
- Song of Liberty (1911)
- Pioneers (1925)